# Ievhen Popovîci
Ievhen Oksentovîci Popovîci (în ucraineană Євген Оксентович Попович; n. 25 iunie 1930, Mejîrici, Raionul Kaniv, RSS Ucraineană, URSS – d. 6 iulie 2007, Kiev, Ucraina) a fost un traducător ucrainean de literatură germană.

## Biografie
S-a născut pe 25 iunie 1930 în satul Mejîrici din raionul Kaniv la regiunii Cerkasî. A absolvit școala preparandală din Kaniv (1951) și Universitatea din Kiev (1956), obținând specializarea de filolog-germanist.
A lucrat ca jurnalist (1956-1957), redactor și redactor-șef al editurii Veselka (1957-1967). Începând din 1967 s-a ocupat cu activitatea de traducere. A tradus în limba ucraineană scrieri în proză ale scriitorilor de limba germană și în limba germană scrierile Olgăi Kobyleanska.
A fost membru al Uniunii Scriitorilor din Ucraina din 1968. Activitatea sa de traducător a fost recunoscută prin decernarea premiilor Maksim Rîlskii și Mîkola Lukaș.
Nouă romane remarcabile ale secolului al XX-lea scrise de Heinrich Böll, Martin Walser, Hermann Hesse, Max von der Grün, Franz Kafka, Erich Maria Remarque, Joseph Roth, Max Frisch și Ernst Jünger, traduse din limba germană de Ievhen Popovîci, au fost publicate în perioada 1960-1977 în paginile revistei Vsesvit.
În anul 2006 Popovîci și-a donat biblioteca către Universitatea Națională „Academia Moghilă din Kiev”.
Ievhen Popovîci a murit pe 6 iulie 2007.
Soția lui Ievhen Popovîci, Olga Seniuk, a fost, de asemenea, traducătoare și a tradus din suedeză opere scrise de Selma Lagerlöf și Astrid Lindgren.

## Premii
- Premiul Maksim Rîlskii, 1992
- Premiul Mîkola Lukaș, 1997

## Traduceri
- Ingeborg Meyer-Rey
  - Украдений ніс
- Heinrich Böll
  - Дім без господаря (Casa văduvelor)
  - Біля мосту
  - Більярд о пів на дванадцяту (Partida de biliard de la ora nouă și jumătate)
  - Груповий портрет з дамою (Fotografie de grup cu doamnă) (prima parte)
- Erich Maria Remarque
  - Чорний обеліск (Obeliscul negru)
  - Тріумфальна арка (Arcul de triumf)
- Franz Kafka
  - Кочегар
  - Новели
  - Америка (America)
  - Перевтілення
  - Верхи на кадовбі
  - Вирок („Verdictul”)
  - Перед брамою закону („În fața legii”)
  - Імперське мислення
  - Процес (Procesul)
- Ernst Theodor Amadeus Hoffmann
  - Музичні новели (Povești muzicale)
  - Життєва філософія кота Мура (Părerile despre viață ale motanului Murr)
  - Володар бліх (Meșterul Purece)
  - Панна Скюдері (Domnișoara de Scudery)
  - Лускунчик і мишачий король (Spărgătorul de nuci și regele șoarecilor)
  - Чужа дитина
- Friedrich Gerstäcker
  - На дикому Заході
- Stefan Zweig
  - Коли вечоріє
- Gotthold Ephraim Lessing
  - Лаокоон (Laocoon)
  - Мінна фон Барнгельм (Minna von Barnhelm)
  - Емілія Галотті (Emilia Galotti)
- Thomas Mann
  - Будденброки (Casa Buddenbrook)
  - Трістан (Tristan)
  - Доктор Фаустус (Doctor Faustus)
- Hermann Hesse
  - Гра в бісер (Jocul cu mărgelele de sticlă)
  - Степовий вовк (Lupul de stepă)
- Günther Weisenborn
  - Голос пана Гезенцера
- Max von der Grün
  - Маски
  - Місцями ожеледь (Pe alocuri, polei)
- Max Frisch
  - Штіллер (Eu nu sunt Stiller)
  - Санта-Крус (Santa Cruz)
- Johanna Moosdorf
  - Поряд
- Joseph Roth
  - Ціппер і його батько.
- Olga Kobyleanska
  - Слово зворушеного серця (Щоденники, автобіографії, листи, спогади)
- Johann Wolfgang von Goethe
  - Гец фон Берліхінген (Götz von Berlichingen)
  - Вибрані твори, чотири рядки вірша в передмові та редакція (Institutul Goethe, 1999)
- Німецькі народні казки (Povești populare germane)
- Bertolt Brecht
  - Поранений Сократ
- Martin Walser
  - Філіпсбурзькі подружжя
- Frații Grimm
  - Шипшинка („Frumoasa din pădurea adormită”)
- Christine Nöstlinger
  - Конрад, або дитина з бляшанки
  - Летіть, хрущі
- Heimito von Doderer
  - Подвійна брехня
- Benno Felckner
  - Долина гнівного потоку
- Ludwig Wittgenstein
  - Tractatus Logico-Philosophicus
  - Філософські дослідження (Cercetări filozofice)
- Ernst Jünger
  - На Мармурових скелях (Pe falezele de marmură)
- Johann Gottlieb Fichte
  - Що таке народ у вищому розумінні цього слова
- Johann Gottfried von Herder
  - Мова і національна індивідуальність[nefuncțională]
- Friedrich Dürrenmatt
  - Гостина старої дами (Vizita bătrânei doamne)
- Marius von Mayenburg
  - Позначений вогнем
- Norbert Niemann
  - Хто як на це дивиться
- Heinrich Heine
  - Про французький тестр
  - Із мемуарів пана фон Шнабелевопського

## Scrieri individuale
- Це ім'я мене зачарувало — поліглот, та ще й блискучий перекладач // Всесвіт. — 2009. — № 3/4. — pp. 198–203 (republicat în vol. Наш Лукаш : Спогади у 2-х книгах / Упоряд. Л. Череватенко. — Книга 1. — К. : Вид. дім «Києво-Могилянська академія», 2009. — pp. 526–532).
- Казкова мандрівка від Заходу до Сходу (передмова до казок Вільгельма Гауфа) Arhivat în 31 decembrie 2017, la Wayback Machine.